# Nkwanta nord
Le district de Nkwanta nord   (officiellement Nkwanta North District, en Anglais) est l’un des 18 districts de la Région de la Volta au Ghana.
Ce nouveau district a été formé en février 2008 et inauguré le 29 février 2008.

## Villes et villages du district
| - Kpasa |

## Sources
- (en)
- (en) Site de Ghanadistricts